# 威拉德 (北卡羅萊納州)
威拉德（英語：Willard）是位於美國北卡羅萊納州彭德縣的非建制地區。

## 歷史
威拉德的郵局自1883年營運至今。

## 地理
威拉德所處的海拔為高於海平面15米（即49英呎），而該地所採用的時區為UTC-5，即北美东部时区（EST）。同時該地設有夏令時間，為UTC-5調快一小時，即UTC-4（EDT）。